# Borknagar (album)
Borknagar (1996) is het debuutalbum van de gelijknamige Noorse progressieve metalband Borknagar. Het is het enige album van de band dat volledig in hun moedertaal, het Noors, is gezongen. Het album werd opgenomen in Grieghallen Studios in de thuisstad van de band door producers Eirik Hundvin, die ook werkte met bands als Burzum, Emperor en Gorgoroth.

## Tracklist
Alle nummers zijn geschreven door Øystein G. Brun, behalve Tanker mot tind (Kvelding) en Tanker mot tind (Gryning) door Ivar Bjørnson.
1. Vintervredets sjelesagn - 6:44
2. Tanker mot tind (Kvelding) -
3. Svartskogs gilde -
4. Ved steingard -
5. Krigsstev -
6. Dauden -
7. Grimskalle trell -
8. Nord naagauk -
9. Fandens allheim -
10. Tanker mot tind (Gryning) -

## Medewerkers

### Muzikanten
- Kristoffer Rygg - zang
- Øystein G. Brun - gitaar
- Robert Tiegs - basgitaar
- Ivar Bjørnson - keyboard, synthesizer
- Erik Brødreskift - drums, percussie

### Overige
- Eirik Hundvin - mixen, mastering, productie
- Christophe Szpajdel - logo